# Leptostylus sleeperi
Leptostylus sleeperi är en skalbaggsart som beskrevs av Hovore 1988. Leptostylus sleeperi ingår i släktet Leptostylus och familjen långhorningar. Inga underarter finns listade i Catalogue of Life.